# Малый полевой жаворонок
Малый полевой жаворонок, или индийский жаворонок (лат. Alauda gulgula) — вид воробьиных птиц из семейства жаворонковых (Alaudidae).

## Описание
Небольшая птица землистого цвета с тёмными продольными пестринами, низ, бровь и полоски по бокам хвоста и бровь охристо-белые, грудь однотонная с бурыми пятнами по бокам. На голове небольшой хохолок. Самцы и самки окрашены сходно. Отличается от обычного полевого жаворонка меньшими размерами, более коротким хвостом и отсутствием белой полосы на заднем крае крыла. Держится парами и стайками на земле. Песня более тихая и короткая, чем у полевого жаворонка.

## Распространение
Распространён на территории следующих стран: Афганистан, Бахрейн, Бангладеш, Бутан, Вьетнам, Камбоджа, Китай, Индия, Иран, Израиль, Казахстан, Кувейт, Кыргызстан, Лаос, Мьянма, Непал, Оман, Пакистан, Филиппины, Шри-Ланка, Тайвань, Таджикистан, Таиланд, Туркменистан, ОАЭ, Узбекистан. Залетает в Египет, Саудовскую Аравию, Малайзию, Россию. В России замечены в пределах г.Барнаула. Предпочитает поливные земли и богарные поля, также обитает на равнинах и в горах. Перелётная птица. Некоторые популяции живут оседло.

## Питание
Питается насекомыми и семенами.

## Размножение
Гнездится на земле возле пойм рек, а также в горах в пределах высот 600-800 м. Может гнездится на высоте до 2000 м. Предельная высота гнездования была замечена в Бадахшане на высоте 3600 м. В кладке 3-5 сероватых пятнистых яиц, которые откладывает в период апрель — июнь.